# SOCCA Aegean Cup 2024
SOCCA Aegean Cup 2024 byl 1. ročníkem turnaje v malém fotbale organizace SOCCA a konal se při příležitosti Ligy mistrů na řeckém ostrově Rethymno v období od 21. října do 22. října 2024. Sloužil také jako příprava na MS v malém fotbale SOCCA 2024. Účastnily se ho 4 týmy, které hrály tabulkově každý s každým. Vítěz skupiny s druhým týmem sehrál finále a týmy na třetím a čtvrtém místě souboj o bronz. Vítězem turnaje se stalo Chorvatsko.

## Stadion
Turnaj se hrál na jednom stadionu v jednom hostitelském městě: Sochora Stadium (Rethymno).
| Rethymno                |
| ----------------------- |
| Sochora Stadium         |
| Kapacita: 2500 Rethymno |

## Zápasy

### Tabulka
| Vysvětlivky                        |
| ---------------------------------- |
| Tým postupující do finále          |
| Tým postupující do boje o 3. místo |
| Vítěz zápasu je tučně zvýrazněn    |

| Tým        | Z | V | R | P | VG | IG | +/− | B |
| ---------- | - | - | - | - | -- | -- | --- | - |
| Chorvatsko | 3 | 2 | 0 | 1 | 10 | 6  | +4  | 6 |
| Polsko     | 3 | 2 | 0 | 1 | 10 | 7  | +3  | 6 |
| Řecko      | 3 | 1 | 0 | 2 | 8  | 5  | +3  | 3 |
| Itálie     | 3 | 1 | 0 | 2 | 3  | 10 | −7  | 3 |

| 21. října 2024 19:00                                        |       |                                        |                           |
| Chorvatsko                                                  | 3 : 2 | Polsko                                 | Sochora Stadium, Rethymno |
| Zvonimir Filipović 18' Karlo Darojković 30' Ivan Hajdić 37' |       | Bartłomiej Dębicki 6' Alan Jaworski 9' | Sochora Stadium, Rethymno |

| 21. října 2024 20:00 |       |                   |                           |
| Řecko                | 0 : 2 | Itálie            | Sochora Stadium, Rethymno |
|                      |       | Jorginho 18', 32' | Sochora Stadium, Rethymno |

| 21. října 2024 21:00                                                                |       |                             |                           |
| Řecko                                                                               | 4 : 1 | Chorvatsko                  | Sochora Stadium, Rethymno |
| Nikos Chatzis 10' Anty Dermyshi 19' Anastasios Papadopoulos 29' Xhaferi Armando 39' |       | Rafail Baboulakis 20' (vl.) | Sochora Stadium, Rethymno |

| 21. října 2024 22:00                                              |       |              |                           |
| Polsko                                                            | 4 : 1 | Itálie       | Sochora Stadium, Rethymno |
| Mariusz Milewski 2' Alan Jaworski 20' Bartłomiej Dębicki 23', 33' |       | Jorginho 35' | Sochora Stadium, Rethymno |

| 22. října 2024 14:00                                                                                               |       |        |                           |
| Chorvatsko | 6 : 0 | Itálie | Sochora Stadium, Rethymno |
| Nikola Badrov 5', 35' Dorjan Franceković 23' Zvonimir Filipović 31' Ivan Hajdić 33' Alessandro Gallinica 38' (vl.) |       |        | Sochora Stadium, Rethymno |

| 22. října 2024 15:00                                                |       |                                                                  |                           |
| Řecko                                                               | 3 : 4 | Polsko                                                           | Sochora Stadium, Rethymno |
| Vasilis Asimakis 5' Anastasios Papadopoulos 28' Giotis Stefanos 38' |       | Krystian Nowakowski 25' Jakub Hat 29' Kamil Kucharski 37', 40+1' | Sochora Stadium, Rethymno |

#### O 3. místo
| 22. října 2024 18:00                       |       |        |                           |
| Řecko                                      | 2 : 0 | Itálie | Sochora Stadium, Rethymno |
| Giannis Margaritis 30' Giotis Stefanos 38' |       |        | Sochora Stadium, Rethymno |

#### Finále
| 22. října 2024 19:30                                  |       |                     |                           |
| Chorvatsko                                            | 3 : 1 | Polsko              | Sochora Stadium, Rethymno |
| Karlo Darojković 7' Ivan Hajdić 12' Nikola Badrov 30' |       | Kamil Kucharski 29' | Sochora Stadium, Rethymno |